# Antonín Kubizňák
Antonín Kubizňák (14. května 1911 Dašice – 16. ledna 1941 Severní moře) byl český pilot 311. československé bombardovací perutě a oběť druhé světové války.

## Život

### Před druhou světovou válkou
Antonín Kubizňák se narodil 14. května 1911 v Dašicích na Pardubicku v rodině Vincence Kubizňáka a Anežky, rozené Kučerové. Byl starším ze dvou bratrů (bratr Václav se v roce 1928 utopil). Po předčasné smrti otce se jeho matka v roce 1920 podruhé vdala a Antonín Kubizňák byl dále vychováván otcem nevlastním. Vystudoval reálné gymnázium a po jeho ukončení a maturitě nastoupil prezenční vojenskou službu. Mezi lety 1930 a 1931 byl stal frekventantem školy pro důstojníky pěchoty v záloze, po rozhodnutí stát se vojákem z povolání nastoupil v roce 1932 na Vojenskou akademii v Hranicích. Po jejím ukončení v roce 1934 sloužil u hraničářského pluku 6 v Šahách. Záhy nastoupil do kurzu pro letecké pozorovatele u Vojenského leteckého učiliště v Prostějově, dosáhl přeřazení k letectvu a nakonec i vyškolení na armádního pilota.

### Druhá světová válka
Po německé okupaci opustil Antonín Kubizňák 26. července 1939 ilegálně Protektorát Čechy a Morava a přes Polsko se dostal do francouzského Agde, kde vstoupil do zde vznikající jednotky Československé armády v zahraničí. Po pádu Francie v červnu 1940 se evakuoval do Spojeného království. Zde byl přijat do Royal Air Force a vyškolen na pilota vícemotorových bombardovacích strojů. Jakoj pilot zařazen do 311. československé bombardovací perutě a v prosinci 1940 zahájil operační turnus, mj. se 2. ledna 1941 zúčastnil náletu na Emden. Dne 16. ledna 1941 odstartoval na pozici prvního pilota ke svému pátému operačnímu letu, kterým byl nálet na Wilhelmshaven. Během návratu se jeho stroj Vickers Wellington Mk.IC T2519 KX-Y zřítil do Severního moře v prostoru západně od Západofríských ostrovů z důvodu silné námrazy. Během následné pátrací akce nebyl stroj a ani žádný z členů posádky nalezen. Ani v následujícím období moře žádné z těl nevyplavilo. Dosáhl hodnosti kapitána.

## Posmrtná ocenění

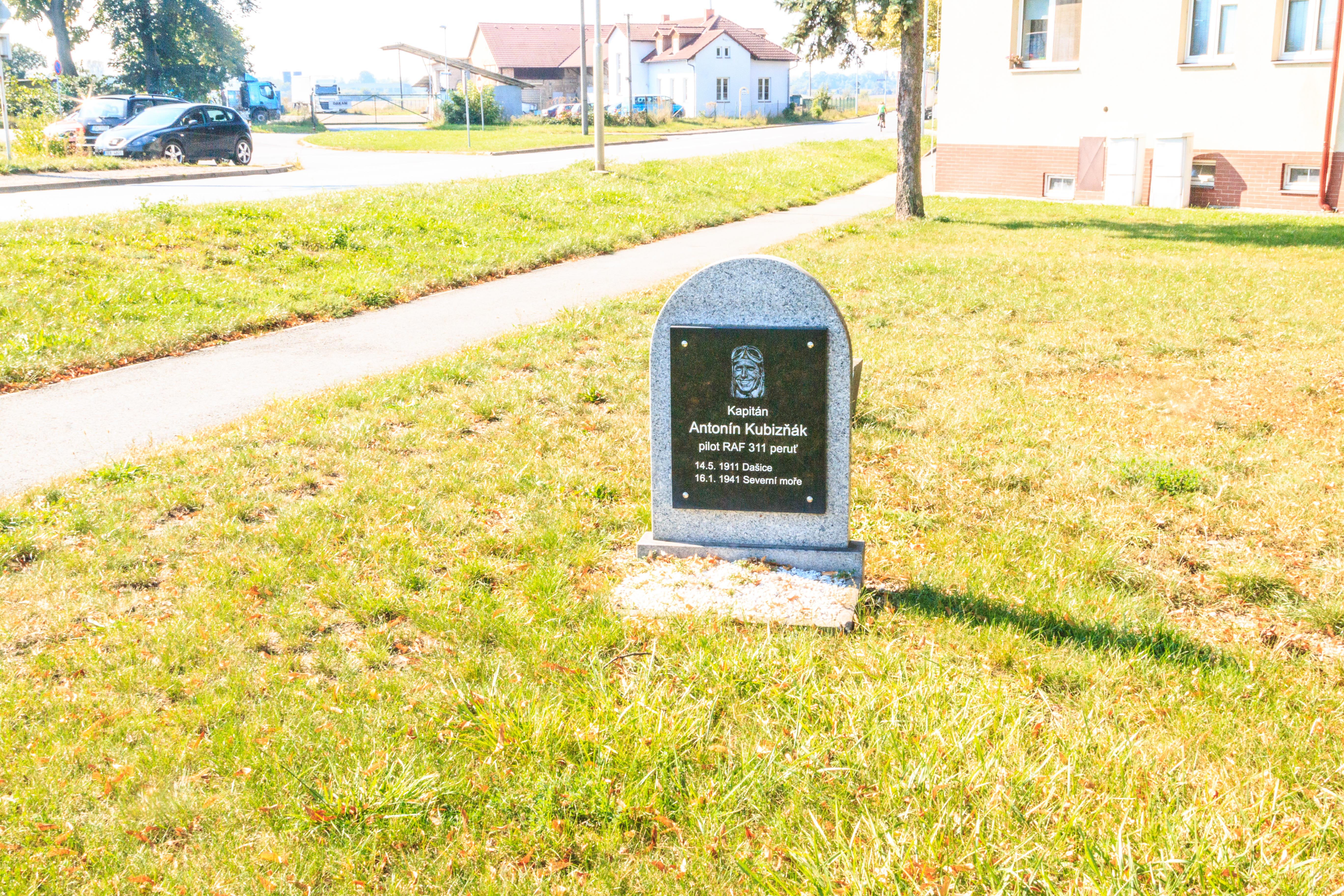
Pomník Antonína Kubizňáka v Dašicích

- Antonín Kubizňák byl 1. června 1991 in memoriam povýšen do hodnosti plukovníka
- Antonínu Kubizňákovi byl v rodných Dašicích před bývalými kasárnami odhalen pomník[1]